# Josep Maria Pelegrí
Josep Maria Pelegrí Aixut (Lérida, 8 de abril de 1965) es un político español, consejero de Agricultura, Ganadería, Pesca, Alimentación y Medio Natural de la Generalidad de Cataluña entre 2010 y 2015. Licenciado en Derecho en la Universidad de Barcelona, ejerció de asesor jurídico (1992) en el Departamento de Medio Ambiente de la Generalidad de Cataluña.

## Carrera
Militante de Unión Democrática de Cataluña (UDC) desde 1982, ha sido secretario de política municipal (2001-2002) del Comité de Gobierno de UDC y secretario de Organización (2002-2004) del Comité de Gobierno de UDC. Es miembro de la Ejecutiva Nacional de CiU desde el 2003 y secretario General de UDC desde el 2004. También es consejero nacional, miembro del Comité Ejecutivo Intercomarcal de las Tierras de Lérida y miembro del Comité Ejecutivo Local de la ciudad de Lérida. Ha sido vicepresidente del Consejo Nacional y miembro del Ejecutivo Nacional de Unión de Jóvenes.
Ha sido Alcalde Presidente del Ayuntamiento de Lérida (1991-1999), vicepresidente del Consejo Comarcal del Segriá (1995-1999) y delegado territorial del Departamento de Medio Ambiente de Lérida (1996-1999). Es miembro de la Comisión Provincial de Urbanismo de Lérida, vocal del Patronato Internacional de Turismo de la Diputación Provincial de Lérida y miembro del Consejo de Dirección del Parque nacional de Aigüestortes y Lago de San Mauricio. También ha sido director general de calidad Ambiental (1999-2001), miembro del Consejo de Dirección de la Junta de Residuos, miembro del Consejo de Dirección de la Junta de Saneamiento del Departamento de Medio Ambiente de la Generalidad de Cataluña y director general de Administración Local del Departamento de Gobernación y Relaciones Institucionales de la Generalidad de Cataluña (2001-2002). Ha sido diputado por la provincia de Lérida en las elecciones al Parlamento de Cataluña de 2003, 2006 y 2010.
El presidente de la Generalidad de Cataluña, Artur Mas, le nombró Consejero de Agricultura, Ganadería, Pesca, Alimentación y Medio Natural de la Generalidad de Cataluña. El 29 de diciembre de 2010 accedió al cargo.